# Eoviscaccia
Eoviscaccia es un género de roedores caviomorfos que integra la familia de los chinchíllidos. Sus 3 especies están completamente extintas y solo son conocidas sobre la base del registro fósil. Habitaron en el Oligoceno y el Mioceno en gran parte de Sudamérica.

## Taxonomía
Descripción original
Este género fue descrito originalmente en el año 1989 por la paleontóloga María Guiomar Vucetich.
Historia taxonómica y relaciones filogenéticas
Si bien el género Eoviscaccia fue tradicionalmente incluido en la subfamilia de los lagostominos, en el año 2016 fue provisoriamente escindido de la misma, siendo tratado como un clado basal respecto al resto de los componentes de la familia de los chinchíllidos, constituyendo el stem de esta familia.
El análisis filogenético arrojó que Eoviscaccia es parafilético, sin embargo, es posible que en futuros estudios se recupere su monofilia al presentar sus integrantes una serie de caracteres que los distinguen de los restantes chinchíllidos, junto con el estudio de más materiales y mejor preservados, a la vez que con la inclusión de una mayor cantidad de caracteres.
Su aparición ocurrió durante el Oligoceno temprano. Los últimos representantes de este género se conocen del Mioceno temprano.
Caracterización
Este género es de tamaño pequeño y se separa del resto de los chinchíllidos al estar provistos sus molariformes de fosetas y fosétidas; además, los hipoflexos e hipofléxidos no atraviesan por completo las coronas dentales.
Otros rasgos comunes en todas sus especies son: el margen anterior del lóbulo anterior es cóncavo con desgaste avanzado, un istmo angosto de dentina conecta los lóbulos lingualmente, los lóbulos anteriores son más gruesos mesiodistalmente que los posteriores, y presencia de cemento rellenando los hipofléxidos.

## Distribución geográfica y edad atribuida
- Edad Tinguiririquense (Oligoceno temprano) de Chile;[3]
- Edad Deseadense (Oligoceno tardío) de Bolivia, Argentina (en Patagonia y la provincia de Corrientes) y Uruguay (formación Fray Bentos);[1][4]
- Edad Colhuehuapense (Mioceno temprano) de la Patagonia argentina.[5][6][7]

Subdivisión
El género Eoviscaccia se compone de 3 especies: 
- Eoviscaccia australis Vucetich, 1989[1] †
- Eoviscaccia boliviana Vucetich, 1989[1] †
- Eoviscaccia frassinettii Bertrand, Flynn, Croft, & Wyss, 2012[3] †